# Eurostus validus
Eurostus validus là một loài côn trùng trong họ Pentatomidae. Loài này được Dallas miêu tả khoa học đầu tiên năm 1851.
Đây là loài gây hại của cây Castanea mollissima, phát triển phổ biến ở Trung Quốc.